# Amtsgericht Prien

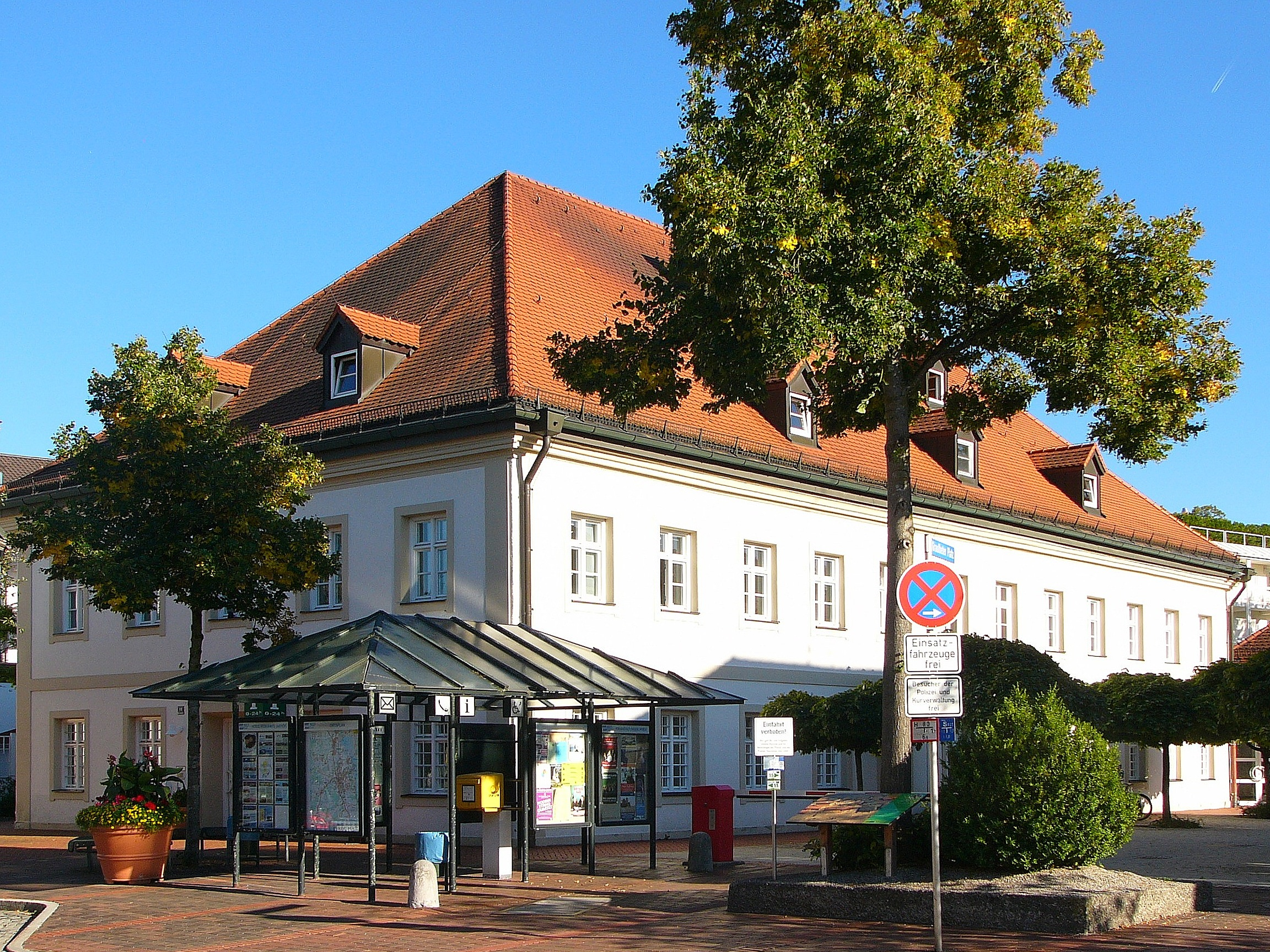
Ehemaliges Amtsgericht in Prien

Das Amtsgericht Prien (auch Amtsgericht Prien am Chiemsee) war ein von 1879 bis 1959 bestehendes Amtsgericht mit Sitz in Prien am Chiemsee.

## Geschichte
Prien war von 1813 bis 1848 Sitz des Gräfl. Preysing'schen Herrschaftsgerichts Hohenaschau, zu dem ab 1827 auch noch die Herrschaftsgerichte in Brannenburg und Neubeuern zählten. Von 1848 bis 1853 fungierte es noch als Gerichts- und Polizeibehörde und wurde 1853 dann in ein Landgericht älterer Ordnung umgewandelt. Die Trennung der administrativen und juristischen Aufgaben erfolgte 1862. Anlässlich der Einführung des Gerichtsverfassungsgesetzes am 1. Oktober 1879 kam es zur Umbenennung in Amtsgericht Prien. Der Sprengel blieb im Verhältnis zum vorhergehenden Landgerichtsbezirk Prien unverändert und folglich aus den Ortschaften Bernau, Endorf, Frasdorf, Greimharting, Halfing, Hemhof, Hirnsberg, Hittenkirchen, Höslwang, Hohenaschau, Mauerkirchen, Niederaschau, Prien, Rimsting, Sachrang, Umrathshausen und Wildenwart zusammengesetzt war. Übergeordnete Instanzen waren das Landgericht Traunstein und das Oberlandesgericht München.
Am 1. Januar 1900 wurden dem Amtsgericht Prien noch die vom Amtsgericht Trostberg abgetrennten Gemeinden Breitbrunn am Chiemsee, Chiemsee, Eggstätt und Gstadt am Chiemsee zugeteilt.
Nach der kriegsbedingt erfolgten Herabstufung des Amtsgerichts Prien zur Zweigstelle des Amtsgerichts Rosenheim und der amtlichen Bestätigung dieser Maßnahme im Jahre 1956, wurde das Priener Gericht durch Verordnung des Bayerischen Staatsministers der Justiz am 1. Juli 1959 endgültig aufgehoben.

## Gebäude
Das Gericht befand sich an der Alten Rathausstraße 11 in einem zweigeschossigen Walmdachbau aus dem 18. Jahrhundert, der daher unter Denkmalschutz steht. Heute ist das Gebäude in Teilen öffentlich zugänglich, es beherbergt die Büros der Prien Marketing GmbH sowie im Dachgeschoss die öffentliche Bücherei.